# Barry Salvage
Barry John Salvage (Bristol, 21 dicembre 1948 – Eastbourne, 14 ottobre 1986) è stato un allenatore di calcio e calciatore inglese, di ruolo attaccante.

## Carriera
Salvage ha cominciato la carriera con la maglia dell'Eastbourne United, compagine militante nell'Athenian League, nella Division Two. Ha contribuito alla promozione in Division One nel 1967, per poi lasciare il club nel settembre di quello stesso anno.
Si è trasferito quindi al Fulham, in First Division. Ha esordito nella massima divisione locale in data 6 aprile 1968, schierato titolare nel pareggio casalingo per 1-1 contro il Coventry City. Al termine di quello stesso campionato, il Fulham è retrocesso in Second Division. Salvage è rimasto in squadra per un'ulteriore stagione.
A marzo 1969, si è trasferito al Millwall. Ha giocato 2 partite nel corso di quella stagione. Si è poi accordato con il QPR a marzo 1971. Rimasto in squadra fino a febbraio 1973, ha disputato 24 partite e messo a referto una rete.
È stato quindi ingaggiato dal Brentford, in Third Division, in cambio di 9.000 sterline. Ha segnato al debutto a Griffin Park, nel 5-0 inflitto al Port Vale, ed ha realizzato una delle reti più veloci della storia del derby contro il Charlton, dopo 24 secondi. Ha totalizzato 16 presenze e 3 reti nel corso di quella porzione di stagione in squadra, non riuscendo ad evitare al club la retrocessione in Fourth Division. Salvage ha lasciato la squadra alla fine del campionato 1974-1975, congedandosi con 91 presenze e 8 reti con questa casacca.
Ad agosto 1975, ha fatto ritorno al Millwall. Con 42 apparizioni e 6 reti, ha contribuito alla promozione della squadra in Second Division, al termine della prima stagione. È rimasto in forza al club per un'ulteriore annata, per poi rimanere senza contratto.
Salvage si è così trasferito agli statunitensi dei St. Louis Stars, franchigia militante in North American Soccer League (NASL). Ha disputato 25 partite e messo a segno una rete.
Nel 1979, si è trasferito in Norvegia per giocare con Åkra, Kopervik ed Haugar, nelle serie minori del campionato. In queste squadre, ha ricoperto il ruolo di allenatore-giocatore.
Terminata l'attività agonistica, ha lavorato come tassista ad Eastbourne. È morto a causa di un attacco di cuore in data 14 ottobre 1986, a 39 anni.